# 19e bataillon de chasseurs à pied
 (septembre 2020).
Le 19e bataillon de chasseurs à pied est une unité d'infanterie légère, de l'Armée française, créée en 1853 avec la deuxième vague de formation de bataillons de chasseurs à pied (du 10e au 20e). Il participe à la guerre de Crimée, puis à la Première et la Seconde Guerre mondiale. Il fait ensuite partie des forces françaises d'occupation en Allemagne (FFA), pour devenir force française stationnée en Allemagne (FFSA), sous le nom de 19e groupe de chasseurs portés, puis comme groupe de chasseurs mécanisés. À la suite de son fait d'armes au château de Grivesnes en mars 1918, il est aussi connu comme le bataillon de Grivesnes.

## Historique

### Second Empire
- Elle ne cite pas suffisamment ses sources. Vous pouvez indiquer les passages à sourcer avec {{référence nécessaire}} ou {{Référence souhaitée}}, et inclure les références utiles en les liant aux notes de bas de page. (Marqué depuis septembre 2020)
- Elle contient une ou plusieurs listes. Le texte gagnerait à être rédigé sous la forme d’un ou plusieurs paragraphes synthétiques, afin d’être plus agréable à lire. (Marqué depuis septembre 2020)

- Guerre de Crimée

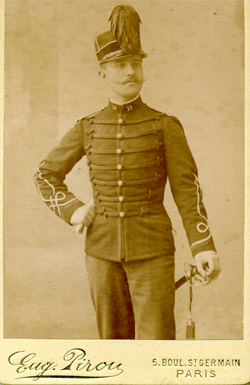
sous-lieutenant du au XIXe siècle

- Campagne d'Italie en 1859, où il participe à la bataille de Solférino, au sein du corps d'armée du maréchal Canrobert
- Guerre franco-prussienne de 1870

Au 1er août 1870, le 19e Bataillon de chasseurs du commandant De Marqué fait partie de l'Armée du Rhin.
Avec le 17e régiment d'infanterie du colonel Valentin Weissemburger et le 27e régiment d'infanterie du colonel De Barolet, le 19e bataillon forme la 1re Brigade aux ordres du général Antoine Dominique Abbatucci.
Cette 1re brigade avec la 2e brigade du général Charles Louis de Fontanges de Couzan, deux batteries de 4 et une batterie de mitrailleuses, une compagnie du génie constituent la 3e Division d'Infanterie commandée par le général de division Joseph Florent Ernest Guyot de Lespart.
Cette division d'infanterie évolue au sein du 5e Corps d'Armée ayant pour commandant en chef le général de division Pierre Louis Charles de Failly.
- Siège de Bitche
- Bataille de Beaumont

### 1871-1914
En janvier 1913, le 4e groupe de chasseurs cyclistes est créé par les éléments cyclistes du bataillon.

### Première Guerre mondiale
- Elle ne cite pas suffisamment ses sources. Vous pouvez indiquer les passages à sourcer avec {{référence nécessaire}} ou {{Référence souhaitée}}, et inclure les références utiles en les liant aux notes de bas de page. (Marqué depuis septembre 2020)
- Elle contient une ou plusieurs listes. Le texte gagnerait à être rédigé sous la forme d’un ou plusieurs paragraphes synthétiques, afin d’être plus agréable à lire. (Marqué depuis septembre 2020)

En 1914, le 19e bataillon de chasseurs à pied est en garnison à Verdun (6e région militaire). Il met sur pied à la mobilisation un bataillon de réserve, le 59e bataillon de chasseurs à pied.
Affectation :
83e brigade d'infanterie de la 42e division d'infanterie d'août 1914 à juin 1915
127e division d'infanterie de juin 1915 à janvier 1917
166e DI de janvier 1917 à novembre 1918.
C'est l'unité de chasseurs à pied qui subit le plus de pertes pendant la guerre (7 fois reconstitué)[réf. nécessaire], soit pour une unité avec un effectif nominal de 1 700 hommes :
- officiers : 68 tués, 15 disparus et 174 blessés[2].
- sous-officiers et chasseurs : 2563 tués, 988 disparus et 4528 blessés[2].

#### 1914

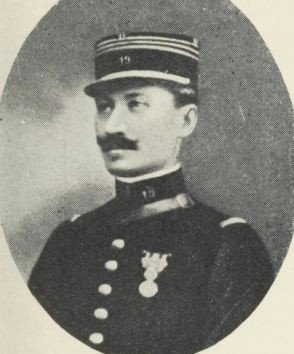
Le capitaine Hennequin qui prend le commandement du bataillon le 8 septembre 1914- et est tué le lendemain.

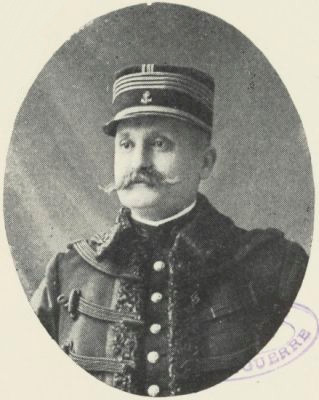
Le commandant Boulant tué le 14 septembre, le lendemain de son arrivée au bataillon comme chef de corps.

31 juillet - 14 août
Concentration vers Fresnes-en-Woëvre, puis couverture vers Sponville et Mouaville et organisation défensive de la région Herbeuville.
Le 6 août, combat de Labry aux Éparges.
14 - 21 août
Mouvement vers la région de Ville-en-Woëvre, puis vers celle de Buzy.
21 - 25 août
Offensive par Gondrecourt, jusqu'au-delà de la Crusnes.
Bataille des Ardennes :
Le 22 août, combats vers Pierrepont et Bazailles
le 24 août, combat vers Nouillonpont.
25 - 29 août
Repli, par Azannes et Béthelainville, sur la région de Cheppy.
29 août - 6 septembre
Transport par voie ferrée de la région de Verdun, dans celle de la Neuvillette ; puis mouvement vers Sault-Saint-Remy et l'Écaille.
À partir du 1er septembre, repli, par Bétheny et Ay, jusque vers Villeneuve-lès-Charleville.
Première bataille de la Marne
Du 6 au 10, Bataille des Marais de Saint-Gond : Combats vers Villeneuve-lès-Charleville, Soizy-aux-Bois, Talus-Saint-Prix et Corfélix
9 septembre, mouvement de rocade vers Connantre et combats dans cette région.
À partir du 10, poursuite, par Germinon et Juvigny, jusque dans la région d'Auberive-sur-Suippe. 
14 - 22 septembre
Combats devant Auberive-sur-Suippe
À partir du 17 septembre, vers Prosnes et la ferme des Marquises.
22 septembre - 17 octobre
Mouvement de rocade.
À partir du 24 septembre, combats vers le fort de la Pompelle et la ferme d'Alger ; puis, stabilisation et occupation d'un secteur vers Sillery et le nord de Saint-Léonard, déplacé à gauche
7 octobre, vers le fort de la Pompelle et les abords est de Reims.
17 - 21 octobre
Retrait du front et transport par V.F., de la région d'Épernay, dans celle de Dunkerque.
21 octobre - 9 décembre
Mouvement, par Furnes, vers la région de Nieuport.
À partir du 23 octobre, engagée dans la bataille de l'Yser
30 octobre, dans la bataille d'Ypres
Combats vers Lombartzyde, Nieuport, Ramscapelle, Perwyse et Dixmude
3 novembre, mouvement de rocade ; combats vers Woumen et Clercken
6 novembre, nouveau mouvement de rocade ; combats vers Bikschote et Kortekeer Cabaret.
À partir du 15 novembre, occupation d'un secteur vers Kortekeer Cabaret et la maison du Passeur.
9 - 30 décembre
Occupation d'un nouveau secteur vers le château d'Herenthage et Verbranden-Molen : violents combats vers la cote 60.
14 décembre, attaques françaises sur la cote 60 et sur la ferme Grœnenbourg.
25 décembre, secteur déplacé, à droite, vers Zwarteleen et le canal d'Ypres à la Lys.
30 décembre 1914 - 11 janvier 1915
retrait du front et transport par voie ferrée, de la région de Cassel, dans celle d'Amiens. Repos vers Guyencourt.

#### 1915
11 - 17 janvier
Transport par voie ferrée vers la Neuville-aux-Bois
À partir du 15 janvier, transport par voie ferrée et par camions vers le front.
17 janvier - juin
Occupation d'un secteur vers le Four de Paris et Bagatelle (guerre des mines) : violentes actions locales répétées.
15 juin – 5 août
région de Génicourt-sur-Meuse
Occupation d'un secteur vers Seuzey et Vaux-lès-Palameix.
5 août – 2 septembre
Retrait du front et repos vers Rosnes.
2 – 20 septembre
Mouvement par étapes vers la région de Cheppes ; repos et instruction.
20 septembre – 4 octobre
Mouvement vers le camp de Noblette.
À partir du 25 septembre, engagée dans la 2e bataille de Champagne : Combats dans la région butte de Souain, ferme Navarin. Puis occupation du terrain conquis, à l'est de la route de Souain à Somme-Py.
4 – 27 octobre
Retrait du front, mouvement vers le camp de la Noblette ; repos.

#### 1916
27 octobre 1915 – 3 juin 1916
Occupation d'un secteur vers la butte de Souain et le nord de la ferme des Wacques :
Le 27 février, attaque allemande.
Le 14 avril, extension du front, à gauche, au nord-est de Saint-Hilaire-le-Grand.
Le 19 mai, attaque allemande par gaz.
Le 1er juin, nouvelle extension du front, à gauche, jusque vers l'Epine de Védegrange.
3 – 22 juin
Retrait du front, transport par camions dans la région de Vadenay ; repos
À partir du 15 juin, transport par camions dans la région de Vaubecourt ; repos.
22 juin – 6 juillet
Transport par camions à Verdun.
À partir du 24 juin, engagé dans la bataille de Verdun, vers le bois Fumin et le sud de Damloup
Le 3 juillet, attaque allemande sur la batterie de Damloup : le 4, contre-attaque française.
6 – 22 juillet
Retrait du front, transport par camions dans la région de Bar-le-Duc.
À partir du 17 juillet, transport par V.F. dans la région de Fère-en-Tardenois, puis mouvement vers Soissons.
22 juillet – 26 août
Occupation d'un secteur vers Pernant et Soissons.
26 août – 16 septembre
Retrait du front, repos et instruction vers Fère-en-Tardenois.
À partir du 6 septembre, transport par V.F. dans la région d'Amiens ; repos et instruction.
16 septembre – 3 octobre
Mouvement vers le front. Engagé dans la bataille de la Somme, vers Bouchavesnes et la ferme de Bois l'Abbé
Les 20 et 22 septembre, attaques allemandes.
Les 25, 26 et 27 septembre, attaques françaises
3 – 18 octobre
Retrait du front (éléments maintenus en secteur jusqu'au 8 octobre) ; transport par camions dans la région de Méricourt-sur-Somme ; repos.
18 octobre – 12 novembre
Mouvement vers le front.
À partir du 19 octobre, engagé à nouveau dans la bataille de la Somme, vers Bouchavesnes et la ferme de Bois l'Abbé.
12 – 19 novembre
Retrait du front ; repos vers Formerie
19 novembre – 10 décembre
Mouvement vers le front et occupation d'un secteur vers Rancourt et le nord de Bouchavesnes.
10 – 24 décembre
Retrait du front (relève par l'armée britannique) ; transport par camions dans la région de Crépy-en-Valois, puis dans celle de la Ferté-Milon : repos.

#### 1917
24 décembre 1916 – 17 janvier 1917
Mouvement par étapes vers la région de Ville en Tardenois ; instruction.
formation de la division, le 9 janvier 1917 à Igny-le-Jard.
18 janvier – 20 mars
Instruction dans la région de Château-Thierry, puis, à partir du 3 février, dans celle de Neuilly-Saint-Front.
20 mars – 7 avril
Occupation d'un secteur vers Chavonne et Chivy, déplacé à gauche le 23 mars, vers Moussy-sur-Aisne et Condé-sur-Aisne.
7 - 16 avril
Retrait du front ; repos vers Chacrise.
16 – 20 avril
Tenu prêt, vers Soupir, à intervenir dans l'offensive en cours. Non engagé.
20 avril – 9 mai
Occupation d'un secteur vers le Panthéon et l'Epine de Chevregny :
Le 5 mai, attaque et progression vers la ferme de Bovettes (2e bataille de l'Aisne).
9 – 20 mai
Retrait du front ; repos vers Septmonts.
20 mai – 2 juin
Mouvement vers le front, et, à partir du 21 mai, occupation d'un secteur vers l'Epine de Chevregny et le Panthéon :
Le 25 mai, attaque allemande.
2 – 21 juin
Retrait du front ; repos vers Villers-Hélon.
21 juin – 13 juillet
Mouvement par étapes vers Oulchy-le-Château et Villers-Cotterêts.
23 juin, embarquement à destination de Luxeuil et de Plombières-les-Bains.
À partir du 9 juillet, mouvement vers le front.
13 juillet 1917 – 23 janvier 1918
Occupation d'un secteur vers le col du Bonhomme et Provenchères-sur-Fave.

#### 1918

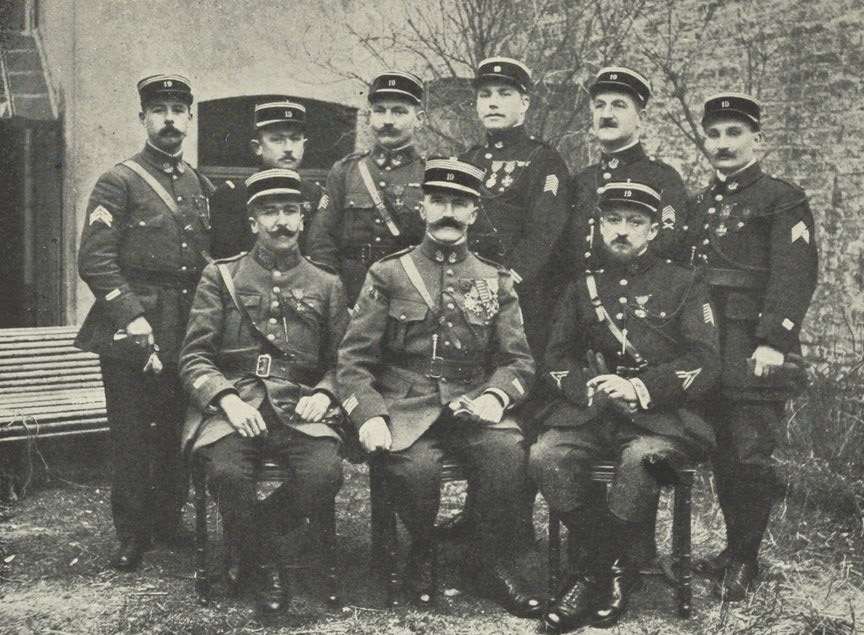
Le commandant Ducornez et l'état-major du vers la fin de la guerre

23 janvier – 26 mars
Retrait du front ; mouvement par étapes vers le camp de Villersexel.
À partir du 8 février, repos et instruction.
À partir du 16 mars, transport par V.F. dans la région de Bruyères ; travaux.

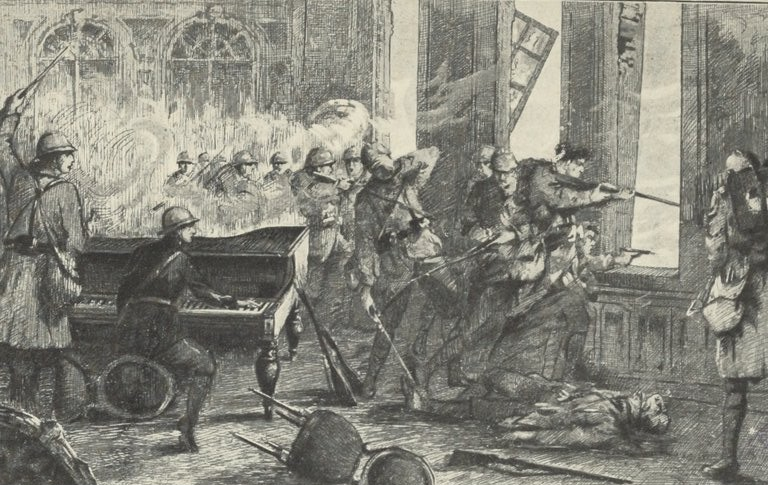
Représentation française de la défense du château de Grivesnes par le peloton Aubier le 31 mars 1918

Le 25 mars, transport par V.F. dans la Somme.
26 mars – 11 avril
Éléments engagés, dès leur débarquement, vers Grivesnes, dans la bataille de l'Avre (2e bataille de Picardie). Résistance à l'offensive allemande.
Au début d'avril, stabilisation du front et occupation d'un secteur vers Thory et le nord d'Ainval.
11 – 28 avril
Retrait du front, puis, à partir du 14 avril, transport par V.F. dans la région de Bayon ; repos.
Le 26 avril, mouvement vers Rosières-aux-Salines.
28 avril – 25 juin
Occupation d'un secteur vers Emberménil et le Sânon.
25 juin – 7 juillet
Retrait du front et mouvement vers Rosières-aux-Salines ; puis transport par V.F. dans la région de Neuilly-en-Thelle ; repos.
7 juillet – 8 août
Mouvement vers le front et occupation d'un secteur vers Cantigny et Mesnil-Saint-Georges.
8 août – 10 septembre

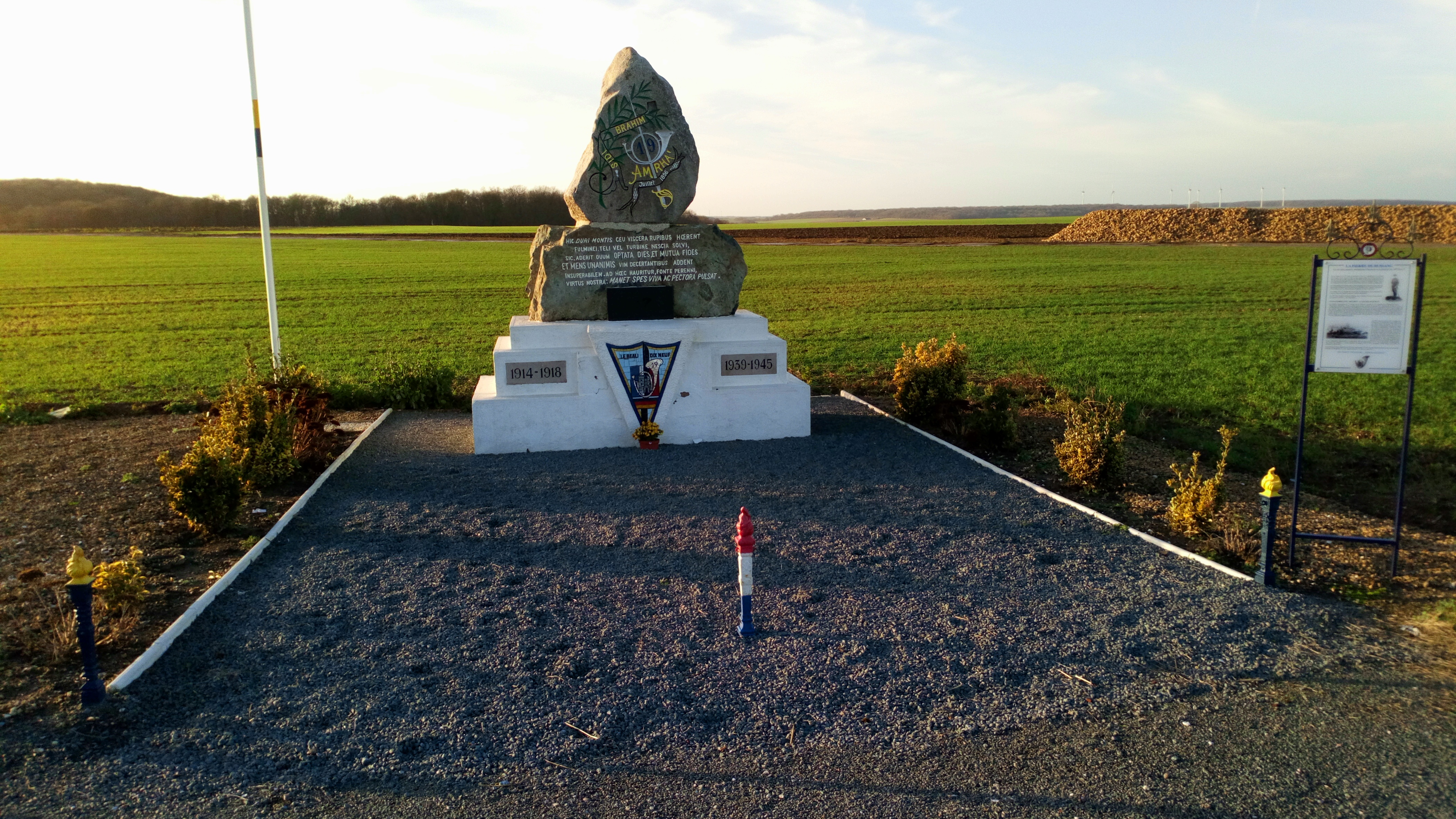
Monument au à Gratibus, en souvenir de l'offensive d'août 1918.

Engagé dans la 3e bataille de Picardie, jusqu'au 11 août, vers Grivesnes (du 11 au 23 août, en 2e ligne), à partir du 23 août, vers Beuvraignes, et les abords sud de Roye.
À partir du 27 août, engagée dans la poussée vers la position Hindenburg :
Combats sur le ruisseau des Trois Doms ; franchissement de l'Avre, du canal du Nord et du canal Crozat. Puis organisation des positions conquises, à l'est de Jussy.
10 septembre – 14 octobre
Retrait du front ; repos vers Beuvraignes et Tilloloy.
À partir du 20, mouvement vers Nesle et Béthencourt, puis en soutien vers le bois de Savy.
À partir du 25, engagée, vers le bois de Savy, dans la bataille de Saint-Quentin, en liaison avec l'armée britannique :
Prise de Francilly-Selency ; débordement de Saint-Quentin par le nord ; franchissement du canal de Saint-Quentin, et poursuite jusqu'à Montigny-en-Arrouaise.
14 – 31 octobre
Retrait du front ; repos vers Saint-Quentin, puis vers Chaulnes.
31 octobre – 11 novembre
Mouvement vers le front ; engagée dans la 2e bataille de Guise (4 – 5 novembre), puis dans la poussée vers la Meuse :
.
Franchissement de l'Oise et poursuite jusqu'à la Capelle.

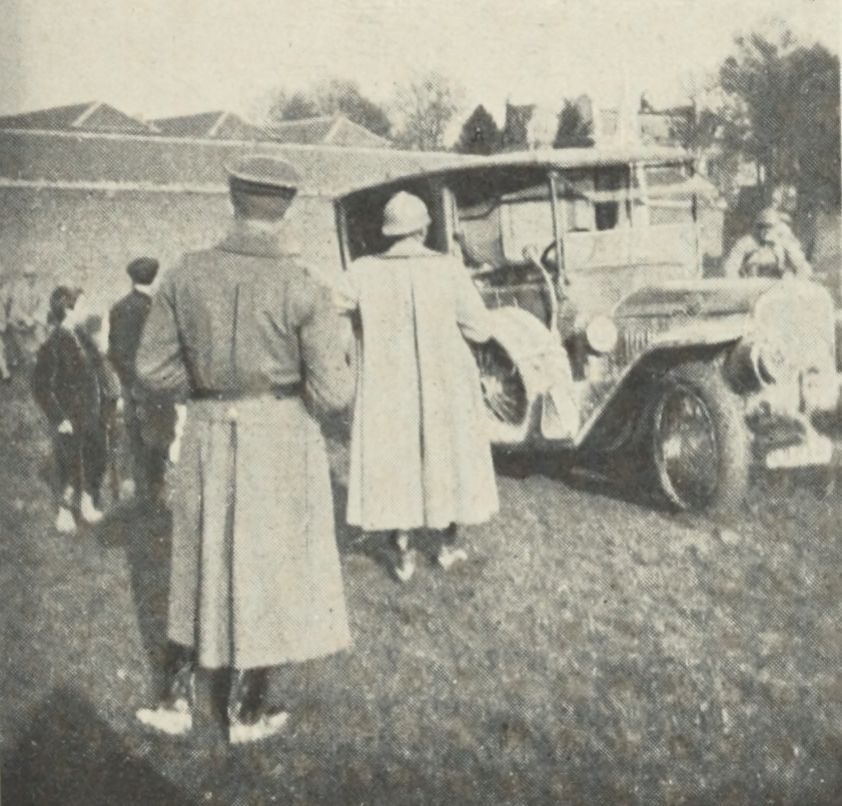
Les pionniers du aident la voiture des parlementaires allemands de l'armistice à franchir le terrain bouleversé de Wignehies, le 7 novembre 1918

Le 7 novembre, les parlementaires allemands sont reçus dans le secteur de la 166e DI, sur la route d'Haudroy à la Capelle.
Poursuite vers Fourmies et jusqu'à Momignies, où la 166e D.I. se trouve lors de l'armistice.

### Entre-deux-guerres
En février 1919, le 19e BCP est envoyé à Bruxelles. Des soldats déclenchent un incident en couvrant le Manneken-Pis d'une bande molletière. Le commandant Ducornez présente ses excuses au bourgmestre Adolphe Max et offre à la statue un uniforme du bataillon, tout en la faisant caporal d'honneur du régiment,. La statue en est notamment habillée le 6 mars 2019 pour le centenaire de la remise de l'uniforme.
En août 1919[réf. souhaitée], le 19e bataillon de chasseurs devient un bataillon de chasseurs alpins (BCA). Le 30e BCA participe à l'occupation de la Sarre, en garnison à Trèves. E
De 1927 à 1929, il est commandé par le commandant de Gaulle. Pendant l'hiver 1928-1929, le bataillon est particulièrement touché par une épidémie de grippe qui fait 143 morts dans les troupes françaises dont 30 au bataillon mais le bataillon est un de ceux où les mesures sanitaires sont le mieux appliquées. De Gaulle intervient également pour empêcher un chasseur disposant de relations à Paris d'être muté à cause conditions hivernales difficiles,.
Le 30e BCA est dissous le 31 mars 1930[réf. souhaitée].

### Seconde Guerre mondiale
Recréé comme bataillon de chasseurs à pied en octobre 1939 au camp de Mailly, il est engagé dans l'offensive de la Sarre[réf. nécessaire].
Il est retiré du front en avril 1940, affecté à la 24e demi-brigade de chasseurs, de la 2e division légère de chasseurs, pour participer à l'expédition de Narvik et embarque à Brest, mais lors de son escale en Écosse, il reçoit l'ordre de faire demi-tour. Débarqué le 18 mai en France, il est envoyé dans la Somme le 5 juin, en pleine attaque allemand. Il combat près du village du Quesne, du 7 au 12 juin 1940, action pendant laquelle il perd les deux tiers de son effectif et pour laquelle il sera cité à l'ordre de l'armée. Après l'armistice, il est dissous le 22 juin, la plupart de l'unité ayant été capturée entre le 15 et le 22.
Il est recréé, comme 19e bataillon de chasseurs portés, le 31 août 1944, à partir de volontaires parisiens. Il part le 11 décembre pour Kehl, où il franchit le Rhin au sein de la 9e division d'infanterie coloniale. Il participe alors à la campagne d'Allemagne, passant à Schwenningen et Radolfzell. Il est en Autriche à la fin des hostilités, au sein de la 5e division blindée[réf. souhaitée].

### De 1945 à nos jours
- reçoit la croix de guerre 39 - 45 avec étoile de vermeil des mains du général Pierre Kœnig à Sigmaringen, le 5 septembre 1945.
- de 1945 à 1956 : garnison en Allemagne au sein de la 5e DB, à Biberach, puis à Landau.
- guerre d'Algérie: Jusqu'en 1962, le 19ème Bataillon de Chasseurs Portés -sous les ordres des Commandants Martini puis de Grimouard-  est stationné à Mascara (dans le département d'Oran); une Compagnie opérationnelle -commandée par le Capitaine Thomas puis par le capitaine Choquet- est stationnée à Dublineau dans le "Quartier de Pacification Nord" de Mascara; une autre Compagnie opérationnelle (commandée par le Capitaine Vadan) est fixée à Aïn Fekkan dans le "Quartier de Pacification Sud" de Mascara à Thiersville .
- Le 19eB.C.P. est dissous au camp de Sissonne le 31 mai 1963. Recrée le 1er juin 1963 sous la forme de 19e Groupe de Chasseurs Portés à Villingen-am-Schwarzwald.
- En garnison à Villingen-Schwenningen, dans la Forêt-Noire, au sein de la 3e division blindée de Freiburg puis la 1re division blindée de Baden Baden.
- Le 19e Groupe de Chasseurs Portés, entretient une Compagnie d'Éclairage de Brigade, ( CEB ) stationnée à Donaueschingen, pour la XIIe Brigade mécanisée, état-major à Offenburg.
- Le 19eGC défile sur les Champs-Élysées en 1993 dans le cadre de la 1re DB, puis en 1994 dans le cadre du corps européen.
- C'est au 19e Bataillon qu'est créé l'insigne de spécialité « fantassin mécanisé / chasseurs », encore aujourd'hui porté au 16e Bataillon.
- Il est dissous en août 1997. Une amicale très active dénommée "Chasseurs de Grivesnes", dont le siège social est en région parisienne, perpétue son souvenir.
- en 2016, la 5e compagnie du 16e Bataillon de chasseurs reçoit la garde des traditions du 19e. L'amicale "Chasseurs de Grivesnes" devient sa marraine.

## Chefs de corps
- Cdt CAUBERT de CLERY 11.1.1854 au 29.6.1855
- Cdt GODINE 4.7.1855 au 22.9.1855
- Cdt REINAUD-FONVERT 23.9.1855 au 5.11.1855
- Cdt LETOURNEUR 14.11.1855 au 4.7.1859
- Cdt DE WALDNER-FREUDSTEIN 5.7.1859 au 17.8.1866
- Cdt BLUEM 22.8.1866 au 2.8.1869
- Cdt De Marqué 25.8.1869 au 1.9.1870
- Cdt GIOVANNINELLI 18.8.1870 au 19.9.1871
- Cdt LABRUNE 20.9.1871 au 10.2.1876
- Cdt CORREARD 11.2.1876 au 9.4.1881
- Cdt MARTIN 9.4.1881 au 17.4.1888
- Cdt SOYER 17.4.1888 au 11.10.1892
- Cdt RODEL 12.10.1892 au 27.4.1896
- Cdt J B DUMAS 28.4.1896 au 9.2.1902
- Cdt DELEUZE 13.2.1902 au 10.4.1907
- Cdt GRATIER 17.4.1907 au 12.4.1911
- Cdt ODDON 21.4.1911 au 5.1914
- Cdt MIELET 5.1914 au 24.8.1914
- Cdt PAYARD 26.8.1914 au 7.9.1914
- Cdt SALLIS 7.9.1914 au 8.9.1914
- Cdt HENNEQUIN 8.9.1914 au 9.9.1914
- Cdt BOULANT 12.9.1914 au 13.9.1914
- Cdt DUCORNEZ 13.9.1914 au 26.9.1919 _ commandant le 19e avec le grade de capitaine, chef de bataillon le 6 octobre 1914 avec le grade de commandant, ancien capitaine du 8e B.C.P.
- Cdt VETILLART 10.1919 au 15.10.1927
- Cdt DE GAULLE 15.10.1927 au 25.10.1929
- Cdt AUDRAN 11.1929 au 1.4.1930
- Cdt GIABICANI 6.10.1939 au 12.6.1940 _  captif en Allemagne
- Lt-Col. MOILLARD 1.9.1944 au 26.4.1945 _   1re B.C.P. et 19e B.C.P.
- Cdt PUTZ 26.4.1945 au 5 10.12.1945
- Cdt BRITSCH 10.12.1945 au 4.1.1947
- Cdt DE PEYRELONGUE 4.1.1947 au 22.10.1948
- Lt-Col. MONTAGNON 22.10.1948 - 1950
- Lt-Col. ROCOLLE 1950-1952
- Lt-Col. REDON 1952-1954
- Lt-Col ROUVIN 1954-1956
- Lt-Col DE VILLEMANDY 1956-1958
- Lt-Col SUIRE 1958-1959
- Commandant MARTINI 1959-1961
- Commandant DE GRIMOUARD 1961-1963
- Commandant DE DINECHIN 1963
- Colonel GUERIN 1.6 au 29.06.1963 _  commandant du 19°B.C.P. après la dissolution du 6°R.T.M.
- Colonel Roger ANDRE : 1963-1965 - Compagnon de la Libération
- Colonel BORET : 1965-1967
- Colonel RENAUDAT : 1967-19.08.1969
- Colonel JARRIGE : 19.08.1969-1971
- Colonel TABOUIS : 1971-1973
- Colonel LE PEILLET : 1973-26.08.1975
- Colonel REYES : 26.08.1975-1977
- Colonel Jean CHEVALIER : 1977-1979
- Colonel FREDON : 1979-1981
- Colonel GABASTON : 1981-12.09.1983
- Colonel COIGNARD : 13.09.1983-14.09.1985
- Colonel FAVREAU : 14.09.1985-14.09.1987
- Colonel Gildas LE DEROFF : 14.09.1987-1989
- Colonel Jacques SEARA : 1989-1991
- Colonel CHAUVOT de BEAUCHÊNE : 1991-1993
- Colonel Michel LAGRANGE : 1993-1995
- Colonel Jacques CAQUELARD : 1995-1997

## Faits d'armes faisant particulièrement honneur au bataillon.
- Combat de Grivesnes le 31 mars 1918

## Devise
« En avant toujours, repos ailleurs »
Comme tous les bataillons de chasseurs à pied le 19e a un refrain : Trou du cul, trou du cul, plein de poils sales. Trou du cul, trou du cul poilu.. Ce refrain, un peu paillard semble avoir été composé lors de la campagne de Crimée, il refléterait les très mauvaises conditions d'hygiène des troupes qui y furent engagées. En 1929, Charles de Gaulle, alors qu'il dirige le bataillon tente d'imposer une version plus édulcorée, sur l'insistance de Mme De Gaulle : « Le beau dix, le beau dix-neuvième. N'est pas le, n'est pas le dernier. », mais le refrain original gardera toujours la faveur de la troupe et restera en usage, jusqu'à la dissolution de l'unité. Ce deuxième refrain est communément appelé "refrain du 19 pour les dames" et sonné lorsque l'assemblée comporte des femmes et des enfants en lieu et place de l'autre.[réf. nécessaire]

## Personnalités ayant servi au sein du bataillon
- Maurice Bourlon (1875-1914), préhistorien.
- Jean-Marie Curtil (1915-1965)
- Émile Le Senne (1881-1914), historien, son nom est inscrit au Panthéon parmi les 560 écrivains morts au champ d'honneur.
- Pierre Nicolas Auguste Alfred Mairot alors lieutenant
- Manneken-Pis, statue faite caporal d'honneur du bataillon en mars 1919[4]
- Albert Souques (1890-1952), Compagnon de la Libération.

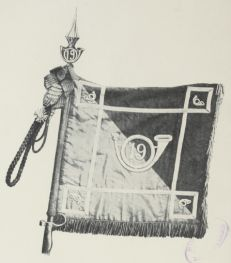
Le fanion du 19e bataillon de chasseurs à pied après la Première Guerre mondiale

## Décorations
Pour tous les bataillons de Chasseurs, il n'existe qu'un seul drapeau, le drapeau des chasseurs. Dans chaque bataillon, le fanion est la représentation de cet unique drapeau. À ce titre, il reçoit des honneurs spéciaux[réf. nécessaire].
Le fanion du Dix-neuvième porte[réf. nécessaire] :
- La Croix de guerre 1914-1918 avec 4 palmes ; (quatre citations à l'ordre de l'armée)[9]
- La Croix de guerre 1939-1945 avec 1 étoile de vermeil ; (une citation à l'ordre du corps d'armée)
- La fourragère aux couleurs du ruban de la Médaille militaire[9] ;
- Les dates et inscriptions suivantes :
- 1854-1859
- 1870-1871
- 1914-1918
- GRIVESNES
- 1939-1945

### Sources et bibliographie
- Auguste Anatole Léandre Ducornez et Claude Jules Pierre Groc, Le 19e bataillon de chasseurs à pied pendant la guerre 1914-1918, Nancy, Berger-Levrault, 1920, 192 p., lire en ligne sur Gallica